# Aeroporto Internacional Austin Straubel
O Aeroporto Internacional Austin Straubel (em inglês:  Austin Straubel International Airport) (IATA: GRB, ICAO: KGRB) é um aeroporto público localizado na cidade de Ashwaubenon a 11 km ao sudoeste da cidade de Green Bay no condado de Brown, Wisconsin, nos Estados Unidos. O aeroporto tem 988 hectares e duas pistas de pouso e decolagem. Cinco linhas aéreas servem passageiros ao aeroporto.

## Linhas aéreas e destinos
| Companhias           | Destinos                       |
| -------------------- | ------------------------------ |
| Delta Air Lines      | Minneapolis/St. Paul, Detroit, |
| United Airlines      | Chicago                        |
| Frontier Airlines    | Milwaukee, Denver              |
| Continental Airlines | Cleveland                      |
| American Airlines    | Chicago                        |